# Jake Weber
Pour les articles homonymes, voir Weber.
Jake Weber est un acteur britannique né le 12 mars 1963 à Londres (Royaume-Uni). Il se fait connaître au cinéma grâce à ses rôles dans les films L'Armée des morts et Rencontre avec Joe Black. 
À la télévision, il tient le rôle de Joe Dubois, le mari d'Allison Dubois interprétée par l'actrice oscarisée Patricia Arquette, dans la série Médium.

## Biographie
Issu d'une famille aisée, Jake Weber est né le 12 mars 1963 à Londres (Royaume-Uni). Il a un frère, Charley Weber.
Sa mère, Susan Ann Caroline Coriat, une mondaine britannique, souffrait de dépression et de schizophrénie résultant de la prise de LSD. Elle décède d'une overdose alors que Jake Weber n'avait que 8 ans.
Son père, Thomas Evelyn Weber, pilote de course et trafiquant de drogue, a lutté contre la toxicomanie jusqu'à sa mort en 2006.
Weber a étudié au Middlebury College dans le Vermont aux États-Unis, où il s'est spécialisé en littérature anglaise et en sciences politiques, obtenant son diplôme en 1986. 
Il a étudié au Théâtre d'art de Moscou dans l'ancienne Union soviétique.
Il est cousin avec l'acteur Will Keen (père de l'actrice Dafne Keen).

## Filmographie

### Cinéma
- 1989 : Né un 4 juillet (Born on the Fourth of July) d'Oliver Stone : le petit-ami de Donna
- 1992 : Une étrangère parmi nous (A Stranger Among Us) de Sidney Lumet : Yaakov Klausman
- 1992 : Bed & Breakfast (en) de Robert Ellis Miller : Bobby
- 1993 : L'Affaire Pélican (The Pelican Brief) d'Alan J. Pakula : Curtis Morgan
- 1993 : Skin Art de William Blake Herron : Richard
- 1997 : Amistad de Steven Spielberg : M. Wright
- 1998 : Rencontre avec Joe Black (Meet Joe Black) de Martin Brest : Drew
- 1998 : La Courtisane (Dangerous Beauty) de Marshall Herskovitz : Roi Henry
- 1998 : Par amour (Into My Heart) de Sean Smith et Anthony Stark : Adam
- 1999 : Les Aiguilleurs (Pushing Tin) de Mike Newell : Barry Plotkin
- 1999 : Gangsta Cop (In Too Deep) de Michael Rymer : Daniel Connelly
- 1999 : Un amour de docteur (Cherry) de Jon Glascoe et Joseph Pierson : Dr Beverly Kirk
- 2000 : U-571 de Jonathan Mostow : Lieutenant Hirsch
- 2000 : The Cell de Tarsem Singh : Agent Spécial Gordon Ramsey, FBI
- 2001 : Wendigo de Larry Fessenden : George
- 2002 : 100 Mile Rule de Brent Huff : Bobby Davis
- 2002 : Leo de Mehdi Norowzian : Ben Bloom
- 2002 : Love Thy Neighbor de Nick Gregory : Un homme
- 2004 : L'Armée des morts (Dawn of the Dead) de Zack Snyder : Michael
- 2004 : Haven de Frank E. Flowers : Officier Powell
- 2007 : The Warrior Class d'Alan Hruska : Phil Anwar
- 2012 : Chained de Jennifer Chambers Lynch : Brad Fittler
- 2013 : White House Down de Roland Emmerich : Agent Ted Hope
- 2013 : Redemption Trail de Britta Sjogren : John
- 2014 : Hungry Hearts de Saverio Costanzo : Dr Bill
- 2014 : Permis d'aimer (Learning to Drive) d'Isabel Coixet : Ted
- 2017 : Thank You for Your Service de Jason Hall : Colonel Plymouth
- 2018 : Du miel plein la tête (Head Full of Honey) de Til Schweiger : Dr Edwards
- 2019 : Midway de Roland Emmerich : Contre-amiral Raymond Spruance
- 2019 : Wetlands d'Emanuele Della Valle : Sergent McCulvey
- 2019 : Berlin, I Love You : Artemis Serac
- 2019 : The Beach House de Jeffrey A. Brown : Mitch
- 2020 : Clover de Jon Abrahams : Terry
- 2021 : Ceux qui veulent ma mort (Those Who Wish Me Dead) de Taylor Sheridan : Owen Casserly
- 2021 : What Josiah Saw de Vincent Grashaw : Boone
- 2021 : Every Last One of Them de Christian Sesma : Nichols
- 2024 : Peter Five Eight de Michael Zaiko Hall : M. Lock

### Télévision

#### Séries télévisées
- 1990 : New York, police judiciaire (Law and Order) : Wesley Parker
- 1994 - 1995 : Something Wilder : Richie Wainwright
- 1995 : American Gothic : Dr Matt Crower
- 2001 : New York, section criminelle (Law and Order : Criminal Intent) : Karl Atwood
- 2001 : The Street : Pete Dearborn
- 2001 - 2002 : Le Journal intime d'un homme marié (The Mind of the Married Man) : Jake Berman
- 2005 - 2011 : Médium (Medium) : Joe DuBois
- 2008 : La Malédiction de Molly Hartley (The Haunting of Molly Hartley) : Mr Hartley
- 2011 : Dr House  (House M.D.) : Joe
- 2011 : Human Target : La Cible (Human Target) : Bill Fickner
- 2012 : Royal Pains : Gabriel Gleason
- 2013 : Elementary : Geoffrey Silver
- 2013 : Following (The Following) : Micah
- 2014 : Hell on Wheels : L'Enfer de l'Ouest (Hell on Wheels) : Le gouverneur
- 2015 : Tyrant : Jimmy Timmons
- 2015 - 2016 : Secrets and Lies : Ethan Barrett
- 2016 : Blacklist (The Blacklist) : Gregory Devry
- 2016 : Easy : Wally
- 2017 - 2018 : Homeland : Brett O'Keefe
- 2018 - 2019 : 13 Reasons Why : Barry Walker
- 2020 - 2021 : Star Trek : Discovery : Zareh
- 2022 : New York, unité spéciale (Law and Order : Special Victims Unit) : Robert Flynn
- 2022 : Departure : Capitaine Joe Turner
- 2023 : NCIS : Hawai'i : Jim Carter

#### Téléfilms
- 1994 : Vanishing Son II  de John Nicolella : Bo
- 1994 : Vanishing Son IV de John Nicolella : Bo
- 1997 : Les Secrets du silence (What the Deaf Man Heard) de John Kent Harrison : Tolliver Tynan

## Voix françaises
| - Pierre Tessier dans : - Médium (série télévisée) - Elementary (série télévisée) - Following (série télévisée) - Hell on Wheels : L'Enfer de l'Ouest (série télévisée) - Tyrant (série télévisée) - Secrets and Lies (série télévisée) - Blacklist (série télévisée) - Homeland (série télévisée) - Midway - Ceux qui veulent ma mort - Éric Legrand dans : - The Cell - Les Secrets du silence - Pierre Laurent dans - American Gothic (série télévisée) - L'Armée des morts | - Cédric Ingard dans : - 13 Reasons Why - Du miel plein la tête Et aussi - Jean-Philippe Puymartin dans L'Affaire Pélican - Patrice Baudrier dans Rencontre avec Joe Black - Tanguy Goasdoué dans U-571 - Guillaume Orsat dans 100 Mile Rule - Jean-Louis Faure dans Le Journal intime d'un homme marié (série télévisée) - Thierry Kazazian dans La Malédiction de Molly Hartley - Michel Dodane dans White House Down - Lionel Tua dans Star Trek: Discovery (série télévisée) |